# 富爾克森 (密蘇里州)
富爾克森（英語：Fulkerson）是位於美國密蘇里州約翰遜縣的非建制地區。

## 歷史
富爾克森的郵局於1882年設立，其後於1904年停運。

## 地理
富爾克森所處的海拔為高於海平面316米（即1037英呎），而該地所採用的時區為UTC-6，即北美中部時區（CST）。同時該地設有夏令時間，為UTC-6調快一小時，即UTC-5（CDT）。